# Sàlvia de Canàries
La sàlvia de Canàries (Salvia canariensis), és una espècie de planta amb flors del gènere Salvia dins la família de les lamiàcies, és endèmica de les Illes Canàries. És present a totes les illes, sent bastant abundant i amb una gran valor ecològic. Trobem aquesta espècie des del nivell del mar fins a grans alçades, des de la zona xeròfila fins a l'estatge montà.
Es tracta d'un arbust de fins a 2 m d'alçada que es caracteritza per les seves fulles grans, lanceolades, estretes i amb base sagitada. Tant les flors com les bràctees són de color porpre, i aquestes últimes són més llargues que el calze. Trobem diferents varietats segons l'indument o el color de la flor, que va del lila al blanc, essent molt més escasses les plantes de flor blanca.
El seu nom genèric llatí Salvia prové de la paraula "salvus", que significa "salut", per les virtuts medicinals que tenen les plantes d'aquest gènere. També té una antiga tradició com a planta ornamental i de jardineria, havent estat citada per Linné l'any 1737 per haver estat plantada als jardins d'un prestigiós banquer holandès.